# Bob Jaugstetter
Robert C. "Bob" Jaugstetter (født 15. juni 1948 i Savannah, Georgia, USA) er en amerikansk tidligere roer.
Jaugstetter var styrmanden i USA's otter, der vandt sølv ved OL 1984 i Los Angeles. Amerikanerne tabte knebent i finalen til Canada, der tog guldet, mens Australien fik bronze. Roerne i amerikanernes båd var Andrew Sudduth, Chip Lubsen, John Terwilliger, Chris Penny, Tom Darling, Fred Borchelt, Charles Clapp og Bruce Ibbetson. Det var Jaugstetters eneste OL.

## OL-medaljer
- 1984:  Sølv i otter